# Kamakura Gongorō Kagemasa

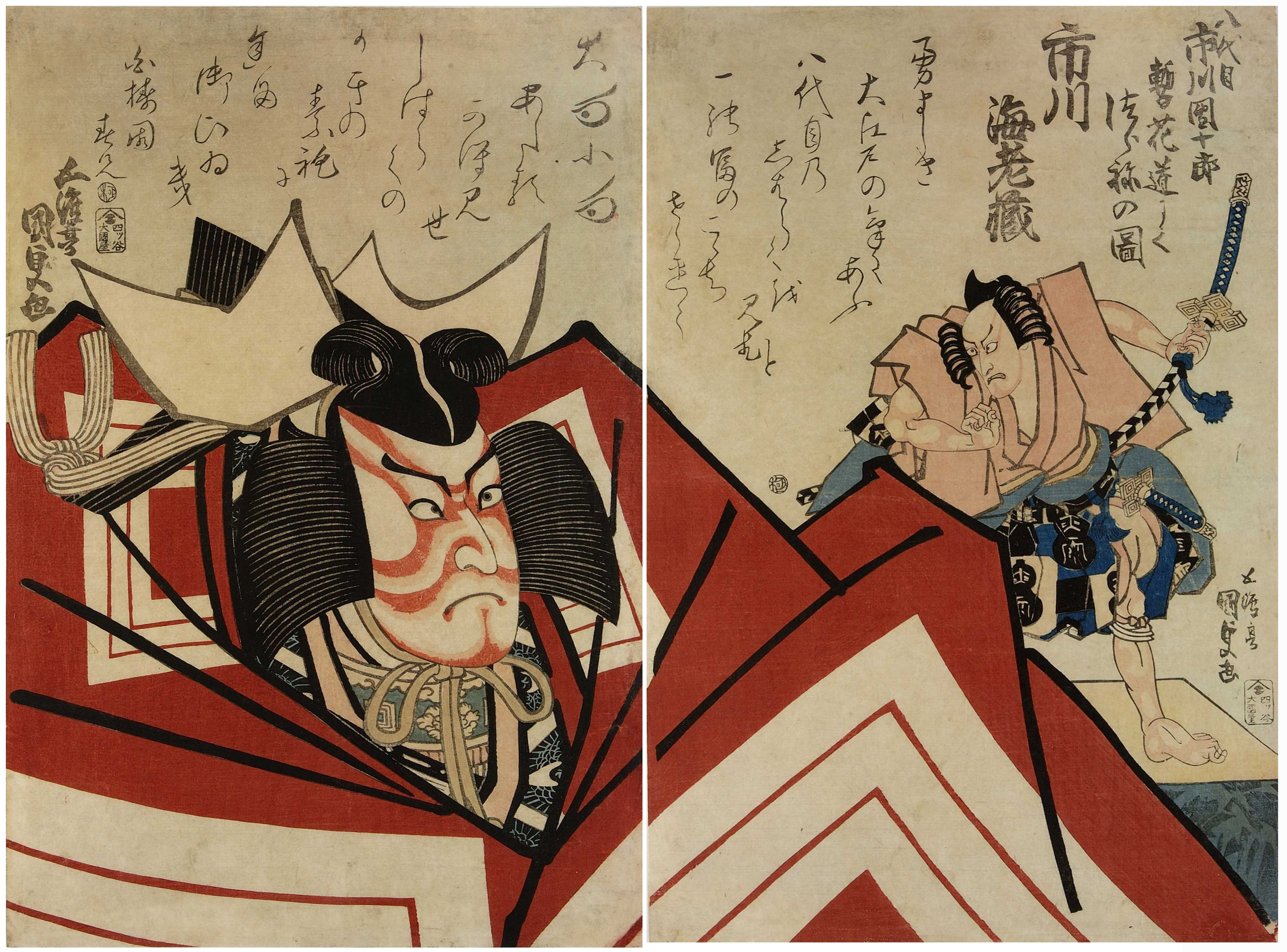
Estampe ukiyo-e représentant Ichikawa Danjūrō VIII en Kamakura Gongorō Kagemasa (premier plan), héros de la pièce Shibaraku.

Kamakura Gongorō Kagemasa (鎌倉権五郎景政, né en 1069) est un samouraï issu du clan Taira, qui combat pour le clan Minamoto lors de la guerre de Gosannen de l'époque de Heian du Japon. Il est célèbre pour avoir continué à se battre après avoir perdu un œil au combat durant la guerre, en 1085 alors que Kagemasa avait seize ans.
L'ancêtre des clans Nagae et Kagawa, Kagemasa passe aussi pour être l'ancêtre d'Ōba Kagechika, célèbre personnage de la guerre de Genpei (1180-1185). Le nom de famille « Kamakura » vient de la résidence de sa famille dans la ville de Kamakura (dans l'actuelle préfecture de Kanagawa), où son père est un puissant haut fonctionnaire. L'identité exacte de son père n'est pas claire, mais la plupart des spécialistes citent soit Taira no Kagenari ou Taira no Kagetōri comme noms probables.
Kamakura Gongorō Kagemasa est le héros de la pièce Shibaraku du théâtre kabuki, l'un des plus largement reconnus de tous les rôles du kabuki et le plus associé à cette forme, même chez les personnes n'ayant qu'une connaissance superficielle du kabuki. Dans cette pièce, Kagemasa est représenté avec un audacieux kumadori rouge et blanc et un costume massif avec des manches énormes, arborant souvent le mon des acteurs Ichikawa Danjūrō.

## Source de la traduction
- (en) Cet article est partiellement ou en totalité issu de l’article de Wikipédia en anglais intitulé « Kamakura Gongorō Kagemasa » (voir la liste des auteurs).